# 飞机弹射器

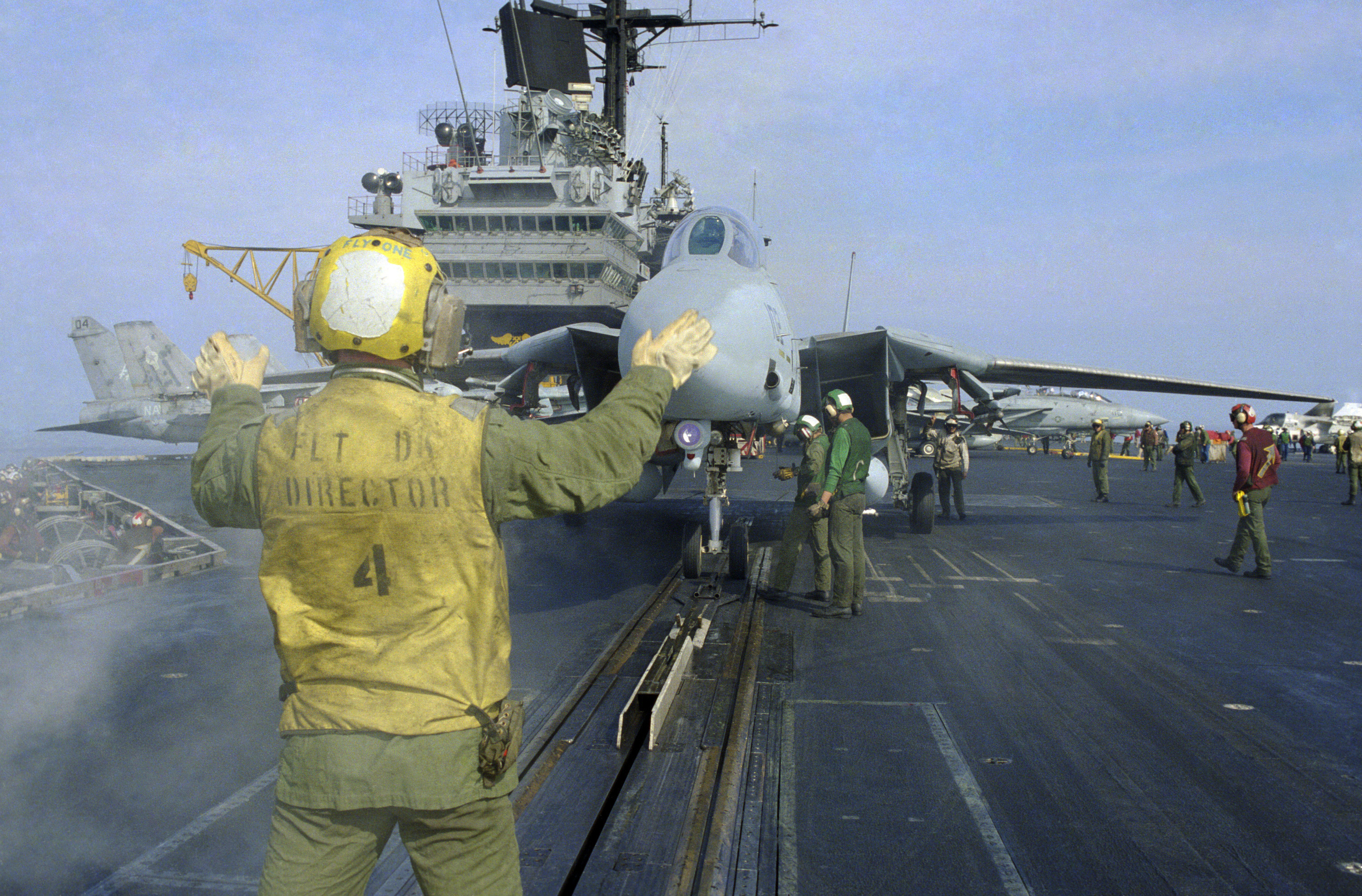
F-14雄貓式戰鬥機準備連接到薩拉托加號航空母艦 (CV-60)的一個蒸氣彈射器上

飞机彈射器（英語：aircraft catapult）是一种起飞附助設備，用来为固定翼飞机提供自身航空发动机以外的额外加速度，以便在有限的跑道距离内获得足够空速和升力。飞机弹射器主要在航空母舰上使用，特別情況下在陆地上也可以安裝。
飞机弹射器是弹射辅助起飞拦阻回收（CATOBAR）系统的关键，特别是在冷战时期成为航母设计主流的斜角甲板上。大多数拥有CATOBAR系统的现役航母配备的是蒸汽彈射器，以蒸汽的高压动力作為驅動力，主要用于弹射起飞重量远高于传统螺旋桨舰载机的喷气式战斗机、攻击机和预警机。伴随着技术进步，美国海军（USN）的福特級核動力航空母艦和中国人民解放军海军（PLA）的003型航空母艦都已配备或即将配备更为先进的以直线电动机为原理的电磁弹射器。

## 歷史

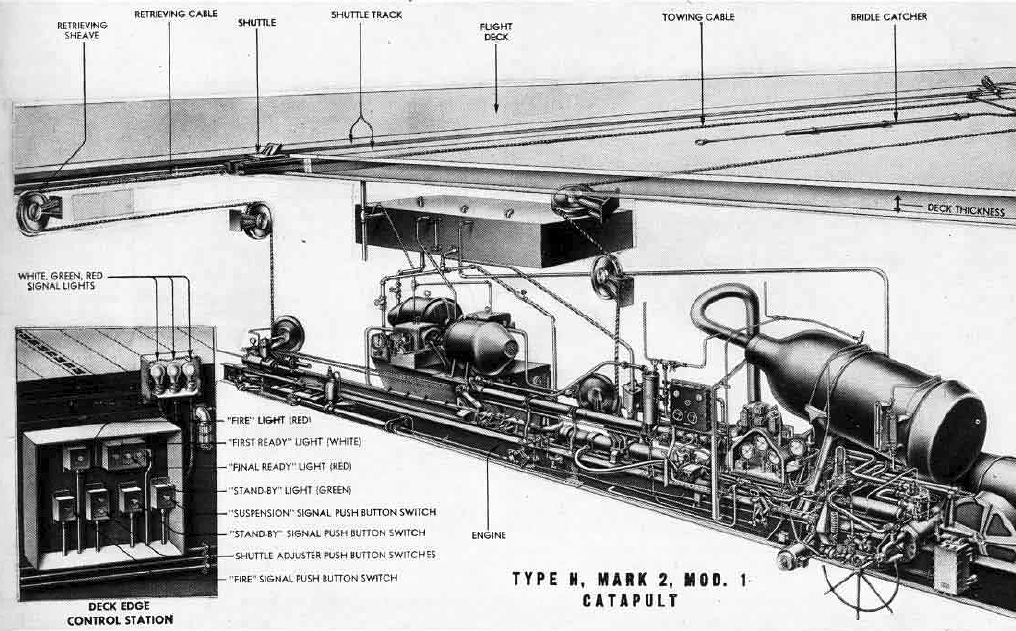
1946年的H2-1液壓航母彈射器

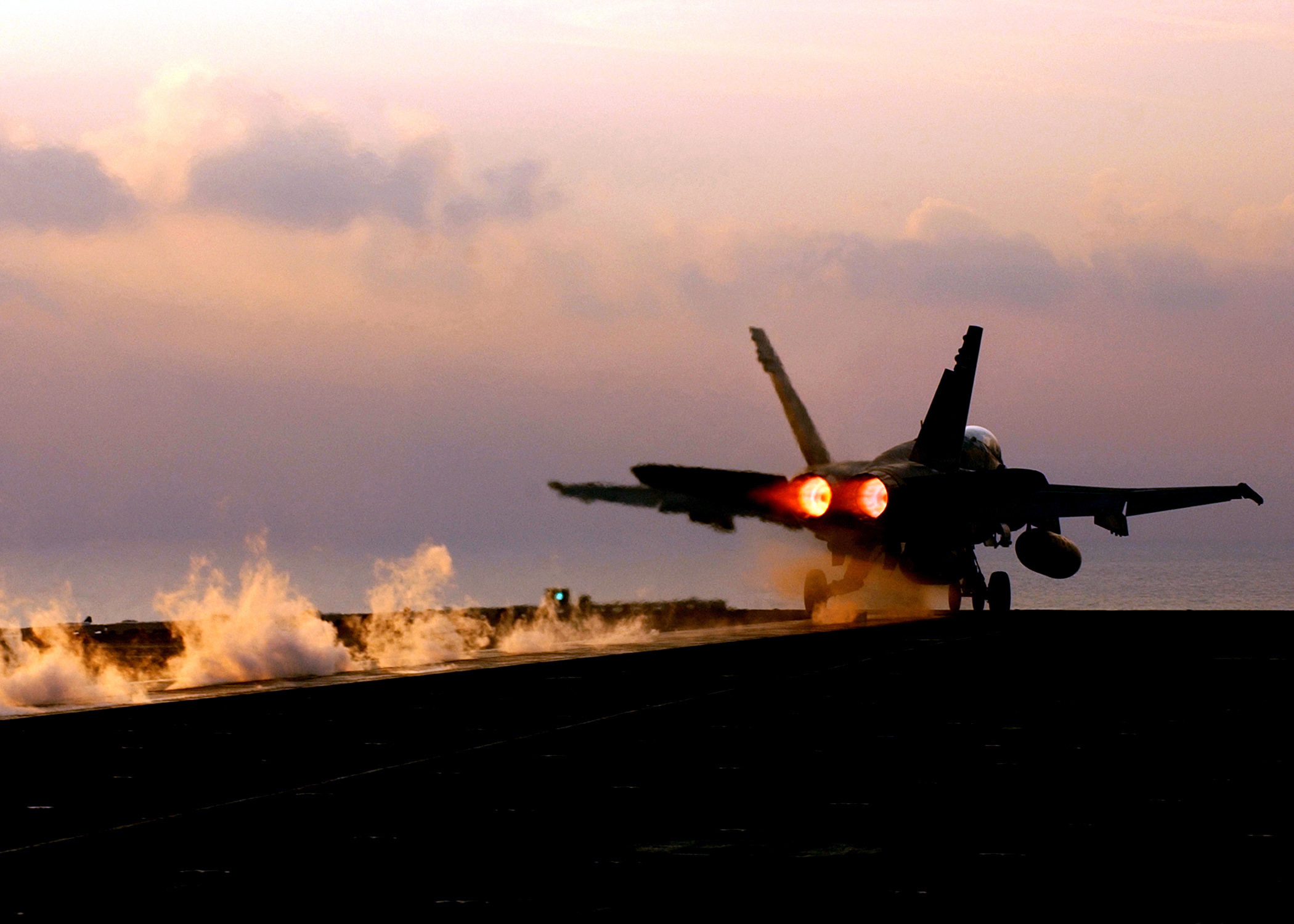
正在使用蒸汽弹射器起飛的F/A-18

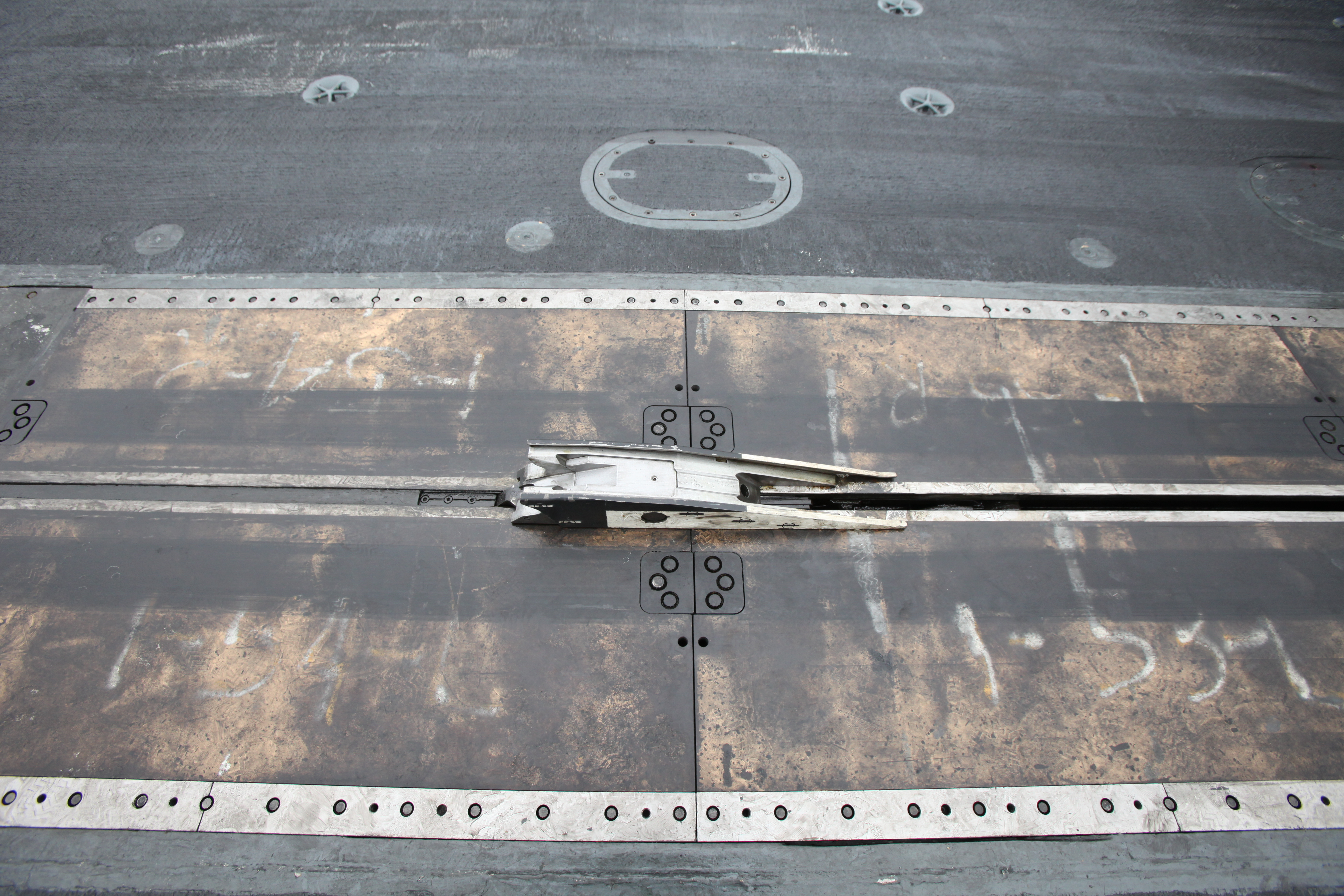
尼米茲級航母的彈射器

飛機彈射器起初是由英国人发明了液壓弹射器。不過液壓式彈射器，彈射能量極小，日本則嘗試用火藥爆炸的威力來彈射飛機（但只成功實用在水上飛機的彈射上）。
從1920年代開始，包含巡洋艦以上的艦種開始搭載了可觀測敵情之水上飛機以回報給艦砲射手砲擊目標位置、炮口仰角等參數；而這些戰艦上的水上飛機彈射器是以液壓式或者火藥爆炸推動使水上飛機升空。戰艦上的水上飛機返航後，戰艦尾部的起重機會將水上飛機重新吊起並再次安置在彈射器上。
初期的美國、日本、英國等國航空母艦上，由於艦載機尚能以自身動力再加上航空母艦以高航速逆風航行時所產生的相對逆風就從航艦甲板上起飛，因此一開始並沒有裝設彈射器。但隨著艦載機重量的提升，所需起飛速度也越來越高，而比較小型的輕型航空母艦和慢速的護航航空母艦將面臨無法使用新型艦載機的問題。英國從皇家方舟號開始正式配置液壓彈射器，而美國一開始也在遊騎兵和約克鎮級上裝設液壓彈射器，但在太平洋戰爭爆發後發現液壓彈射器仍不能在實戰中滿足正規航母的需求，因此全部拆除，艾塞克斯級則裝上改良過的液壓彈射器，而企業號也在換裝F6F時，裝回了彈射器，液壓彈射器的實用化讓艦載機可以在航母低航速時就能起飛，也因為減少了起飛距離，使得飛行甲板上能放置艦載機的空間變多，增加了一次可以出擊的艦載機數量。日本方面則因為一直沒有成功開發出艦載機用的飛機彈射器，這導致相較於盟軍方，日本航母在起飛程序時花費時間比較長，一次能出擊的艦載機也比較少，也導致既有的輕航母無法換裝新型機，只能使用舊型機種的窘境，以及諸如天山和流星等新型攻擊機在武裝滿載時必須靠火箭助推才能從正規航母上起飛等等問題。
1960年，美國人又研製成功了內燃式彈射器，並將這種彈射器安裝在企業號航空母艦（第一代企業號，CV-6）上。不過，這種內燃彈射器至今仍不能令人滿意，所以蒸汽彈射器仍是主流，而企業號上除了裝備內燃彈射器之外，還裝備有蒸汽彈射器。
自從航艦艦載機進入了噴射機時代後，由於艦載機的重量和所需起飛速度都相當高，單憑艦載機本身是不可能在航艦上起飛的，於是從越南戰爭起，美軍航艦上開始廣泛使用蒸氣彈射器；每具彈射器組成內含一對並聯式活塞汽缸，透過航母艦上的反應器所產生高壓蒸氣來推動飛機。起飛前活塞頂端會將飛機與滑梭相連；飛機用具有堅固桿子的箝制器（Holdback）加以固定住。預備起飛時候，汽缸閥門會打開，使得高壓蒸氣大量湧入裝置之中，此時活塞仍固定住讓飛機留在原地，等候活塞累積足夠壓力，產生巨量推力後，箝制器隨即鬆開讓彈射器啟動，產生大量的推進速度供起飛。 而飛機彈射器後方會配備可升降的導流板以擋住飛機起飛時排放的高熱廢氣，因為飛機在航艦上起飛得將引擎全開並啟動後燃器，將引擎出力達到最大狀態方可起飛。
而進入21世紀後，彈射器由蒸氣推動方式演變為電磁推動的方式。如預計於2015年時開始服役的美軍第三代核動力航空母艦，福特級核動力航空母艦將搭載四具電磁彈射器（EMALS）與先進降落攔截索系統（AAG）以配合未來的艦載機設計之需求，甚至能起降無人飛機。中国从拆解墨爾本號航空母艦中获得了蒸汽弹射器的技术信息，同时也研发电磁弹射器，由于在003型航空母舰设计建造时两种弹射器都完成研制，原计划设置2条蒸汽弹射器，最终升级为3条电磁弹射器。

## 替代方案
第二次世界大戰期間，英國皇家海軍的航空母艦也配備了飞机彈射器。由於成本高昂，英國政府決定不再採用。目前，只有美國海軍和法國海軍的航空母艦配備了飞机彈射器。兩國的飞机彈射器均相容於兩國的飞机，例如戴高樂號也搭載了E-2空中預警機。低推重比的大型飛機（如E-2鷹眼）必須依賴飞机彈射器，滑躍式甲板不足以附助起飛。
俄羅斯蘇-33和米格-29及中國歼-15利用自身航空发动机及滑跃式甲板起飛。
其他國家的航空母艦都是搭載短距起飛/垂直降落（STOVL）定翼機，例如F-35B及AV-8。

## 採用彈射起飛的艦載機
- F/A-18大黃蜂戰鬥攻擊機
- F/A-18E/F超級大黃蜂戰鬥攻擊機
- EA-18G咆哮者電子作戰機
- F-14雄貓式戰鬥機
- EA-6徘徊者式電子作戰機
- 陣風M戰鬥機
- F-35C戰鬥機
- E-2空中預警機
- X-47B試驗機
- MQ-25黃貂魚無人機
- C-2灰狗式運輸機
- S-3維京式反潛機
- T-45蒼鷹教練機
- A-6闖入者式攻擊機
- F-8戰鬥機
- A-7海盜二式攻擊機
- F-4幽靈II戰鬥機
- A-5攻擊機
- A-4天鷹式攻擊機
- A-3攻擊機
- S-2搜索者巡邏機
- 貿易風式反潛機
- 超級軍旗攻擊機
- 布萊克本掠奪者攻擊機